# Подсобное (Крым)
 Подсо́бное (до 1948 года Боранчи́; укр. Підсобне, крымскотат. Borançı, Боранчы) — исчезнувшее село в Симферопольском районе Крыма, располагавшееся на севере района, на территории Новоандреевского сельсовета, в 2,5 км севернее села Широкое.

## История
Первое документальное упоминание села встречается в Камеральном Описании Крыма… 1784 года, судя по которому, в последний период Крымского ханства Баранджи входил в Акмечетский кадылык Акмечетского каймаканства. После присоединения Крыма к России (8) 19 апреля 1783 года, (8) 19 февраля 1784 года, именным указом Екатерины II сенату, на территории бывшего Крымского Ханства была образована Таврическая область и деревня была приписана к Перекопскому уезду. После Павловских реформ, с 1796 по 1802 год, входила в Акмечетский уезд Новороссийской губернии. По новому административному делению, после создания 8 (20) октября 1802 года Таврической губернии, Буранчи включили в состав Кучук-Кабачской волости Перекопского уезда.
По Ведомости о всех селениях в Перекопском уезде состоящих с показанием в которой волости сколько числом дворов и душ… от 21 октября 1805 года, согласно которой в деревне Буранчи числилось 6 дворов, 58 крымских татар и 1 ясыр. На военно-топографической карте генерал-майора Мухина 1817 года обозначен Баранчи с 9 дворами. После реформы волостного деления 1829 года Буранчи, согласно «Ведомости о казённых волостях Таврической губернии 1829 года», передали в состав Агъярской волости (переименованной из Кучук-Кабачской). Затем, видимо, вследствие эмиграции крымских татар в Турцию, деревня опустела и на картах 1836 и 1842 года Боранчи обозначены уже как развалины.
В 1860-х годах, после земской реформы Александра II, деревню включили в состав [Айбарской волости. В «Списке населённых мест Таврической губернии по сведениям 1864 года», составленном по результатам VIII ревизии 1864 года, Боранчи — владельческая татарская деревня, с 4 дворами, 20 жителями и соборной мечетью при колодцах. По обследованиям профессора А. Н. Козловского начала 1860-х годов, вода в колодцах деревни была пресная, а их глубина составляла 10—15 саженей (21—32 м). На трёхверстовой карте Шуберта 1865—1876 года в деревне Баранчи обозначено 8 дворов). В «Памятной книге Таврической губернии 1889 года» деревня не значится.
После земской реформы 1890 года, Боранчи отнесли к Бютеньской волостии. Согласно «…Памятной книжке Таврической губернии на 1892 год», в деревне Баранчи, находившейся в частном владении, было 46 жителей в 8 домохозяйствах. По «…Памятной книжке Таврической губернии на 1902 год» в деревне Буранчи числилось 92 жителя в 14 домохозяйствах. По Статистическому справочнику Таврической губернии. Ч.II-я. Статистический очерк, выпуск пятый Перекопский уезд, 1915 год, в деревне Боранчи Бютеньской волости Перекопского уезда числилось 23 двора (4 двора с землёй, 19 — безземельные) с татарским населением в количестве 10 человек приписных жителей и 106 — «посторонних», из которых 56 мужчин и 60 женщин. Жители владели 340 десятинами удобной земли. В хозяйствах имелось 63 лошади, 4 вола, 24 коровы и 168 голов мелкого скота.
После установления в Крыму Советской власти и учреждения 18 октября 1921 года Крымской АССР, в составе Симферопольского уезда был образован Биюк-Онларский район, в состав которого включили село. В 1922 году уезды получили название округов. 11 октября 1923 года, согласно постановлению ВЦИК, в административное деление Крымской АССР были внесены изменения, в результате которых был ликвидирован Биюк-Онларский район и село включили в состав Симферопольского.Согласно Списку населённых пунктов Крымской АССР по Всесоюзной переписи 17 декабря 1926 года, в селе Боранчи, Биюк-Онларского сельсовета Симферопольского района, числилось 17 дворов, все крестьянские, население составляло 77 человек, все татары. Постановлением КрымЦИКа «О реорганизации сети районов Крымской АССР» от 15 сентября 1930 года был вновь создан Биюк-Онларский район, теперь как немецкий национальный (указом Президиума Верховного Совета РСФСР № 621/6 от 14 декабря 1944 года переименованный в Октябрьский и лишённый статуса национального постановлением Оргбюро ЦК КПСС от 20 февраля 1939 года), в который включили село. По данным всесоюзная перепись населения 1939 года в селе проживало 125 человек.
В 1944 году, после освобождения Крыма от фашистов, согласно Постановлению ГКО № 5859 от 11 мая 1944 года, 18 мая крымские татары были депортированы в Среднюю Азию. 12 августа 1944 года было принято постановление № ГОКО-6372с «О переселении колхозников в районы Крыма», по которому в район из Винницкой и Киевской областей переселялись семьи колхозников. Указом Президиума Верховного Совета РСФСР от 18 мая 1948 года, Бурунчи переименовали в деревню Подсобная. Время включения в состав Амурского сельского совета сельсовета пока не установлено: на 15 июня 1960 года село уже числилось в его составе.
Указом Президиума Верховного Совета УССР «Об укрупнении сельских районов Крымской области», от 30 декабря 1962 года Подсобное присоединили к Красногвардейскому району, а с 1 января 1965 года, указом Президиума ВС УССР «О внесении изменений в административное районирование УССР — по Крымской области», включили в состав Симферопольского. На 1968 год Подсобное числилось в составе Новоандреевского сельского совета. С 12 февраля 1991 года село в восстановленной Крымской АССР, 26 февраля 1992 года переименованной в Автономную Республику Крым.
Постановлением Верховной Рады Крыма от 30 июля 1998 года Подсобное снято с учёта, как село Широковского сельсовета.

## Динамика численности населения
| - 1805 год — 59 чел. - 1864 год — 20 чел. - 1892 год — 46 чел. | - 1900 год — 92 чел. - 1926 год — 77 чел. - 1939 год — 125 чел. |